# Golos
Golos (en ruso: Голос; «La Voz») es un espectáculo de talento de realidad estrenado el 5 de octubre de 2012 en el Primer Canal de la televisión rusa. Golos forma parte de la redifusión internacional de La Voz basada en la competición de canto de telerrealidad lanzada en los Países Bajos como The Voice.
Hasta el momento[actualizar], los ganadores de las cinco ediciones han sido Dina Garipova, Serguéi Volchkov, Alexandra Vorobiova, el hieromonje Fotiy y Daria Antoniuk.

## Formato
El formato para Golos difiere de un espectáculo tradicional de talentos. Muchos de los concursantes son vocalistas profesionales y representan una amplia gama de géneros musicales y capacidades vocales. Una diferencia clave comparada con otros espectáculos televisados de competición vocal es la alta exigencia a los entrenadores vocales y el significativo respeto que se les da a los participantes. Los entrenadores no se limitan a criticar o sugerir al cantante un cambio en su forma de cantar o actuar, sino que trabajan junto con el concursante en términos de igualdad, proporcionando análisis y recomendaciones en profundidad con el fin de optimizar la actuación de cada concursante en términos globales.

## Reglas
"Golos" Consta de tres fases: una audición a ciegas, una fase de batalla, y espectáculos en vivo. Cuatro entrenadores/jueces, todos artistas de renombre, escogen equipos de concursantes a través de un proceso de audición a ciegas. Cada juez dispone de la duración de la actuación para decidir si quiere que el concursante forme parte de su equipo; si dos o más los jueces quieren al mismo cantante (cuando pasa con frecuencia), el cantante tiene la elección final de entrenador.

## Temporada
| Temporada | Año  | Ganador              | Segundo lugar        | Tercer lugar           | Cuarto lugar          | Coach Ganador      | Coach mejor                                                            | Presentador    | Coaches             | Coaches         | Coaches           | Coaches            |
| Temporada | Año  | Ganador              | Segundo lugar        | Tercer lugar           | Cuarto lugar          | Coach Ganador      | Coach mejor                                                            | Presentador    | 1                   | 2               | 3                 | 4                  |
| --------- | ---- | -------------------- | -------------------- | ---------------------- | --------------------- | ------------------ | ---------------------------------------------------------------------- | -------------- | ------------------- | --------------- | ----------------- | ------------------ |
| 1         | 2012 | Dina Garipova        | Elmira Kalimullina   | Anastasiya Spiridonova | Margarita Pozoyan     | Aleksandr Gradski  | De la temporada 1 a la 6, el público no determinó el Mejor entrenador. | Dmitry Nagiyev | Dima Bilan          | Pelageya        | Aleksandr Gradski | Leonid Agutin      |
| 2         | 2013 | Serguéi Volchkov     | Nargiz Zakirova      | Gela Guralia           | Tina Kuznetsova       | Aleksandr Gradski  | De la temporada 1 a la 6, el público no determinó el Mejor entrenador. | Dmitry Nagiyev | Dima Bilan          | Pelageya        | Aleksandr Gradski | Leonid Agutin      |
| 3         | 2014 | Aleksandra Vorobyova | Yaroslav Dronov      | Aleksander Bon         | Mariam Merabova       | Aleksandr Gradski  | De la temporada 1 a la 6, el público no determinó el Mejor entrenador. | Dmitry Nagiyev | Leonid Agutin       | Pelageya        | Aleksandr Gradski | Dima Bilan         |
| 4         | 2015 | Hieromonk Fotiy      | Mikhail Ozerov       | Olga Zadonskaya        | Era Kann              | Grigory Leps       | De la temporada 1 a la 6, el público no determinó el Mejor entrenador. | Dmitry Nagiyev | Basta               | Polina Gagarina | Aleksandr Gradski | Grigory Leps       |
| 5         | 2016 | Darya Antonyuk       | Aleksander Panayotov | Kairat Primberdiev     | Sardor Milano         | Leonid Agutin      | De la temporada 1 a la 6, el público no determinó el Mejor entrenador. | Dmitry Nagiyev | Dima Bilan          | Polina Gagarina | Leonid Agutin     | Grigory Leps       |
| 6         | 2017 | Selim Alakhyarov     | Timofey Kopylyov     | Ladislav Bubnar        | Yang Ge               | Aleksandr Gradski  | De la temporada 1 a la 6, el público no determinó el Mejor entrenador. | Dmitry Nagiyev | Dima Bilan          | Pelageya        | Aleksandr Gradski | Leonid Agutin      |
| 7         | 2018 | Petr Zakharov        | Amirkhan Umaev       | Rushana Valieva        | Shaen Oganesyan       | Konstantin Meladze | Sergéi Shnurov                                                         | Dmitry Nagiyev | Basta               | Ani Lorak       | Sergéi Shnurov    | Konstantin Meladze |
| 8         | 2019 | Asker Berbekov       | Anton Tokarev        | Iv Nabiev              | Arsen Mukendi         | Konstantin Meladze | Sergéi Shnurov                                                         | Dmitry Nagiyev | Valery Syutkin      | Polina Gagarina | Sergéi Shnurov    | Konstantin Meladze |
| 9         | 2020 | Jana Gabbasova       | Oleg Akkuratov       | Dmitry Vengerov        | Vasily Pasechnik      | Polina Gagarina    | Basta                                                                  | Dmitry Nagiyev | Basta               | Polina Gagarina | Sergéi Shnurov    | Valery Syutkin     |
| 10        | 2021 | Alexander Volkodav   | Alisher Karimov      | Ernar Sadirbaev        | Elina Pan             | Pelageya           | no determinó                                                           | Dmitry Nagiyev | Dima Bilan          | Pelageya        | Alexander Gradsky | Leonid Agutin      |
| 11        | 2023 | Viktoria Solomakhina | Elmira Divaeva       | Irina Syshchikova      | Lyudmila Serebryakova | Polina Gagarina    | Basta                                                                  | Yana Churikova | Vladimir Presnyakov | Polina Gagarina | Basta             | Anton Belyaev      |
| 12        | 2024 | Bogdan Shuvalov      | Georgy Russkikh      | Alexey Sulima          | Anastasia Sadkovskaya | Polina Gagarina    | Polina Gagarina                                                        | Yana Churikova | Vladimir Presnyakov | Polina Gagarina | Zivert            | Anton Belyaev      |
| 13        | 2025 |                      |                      |                        |                       |                    | Basta                                                                  | Yana Churikova | Basta               | Polina Gagarina | Hibla Gerzmava    | Anton Belyaev      |